# Усиков Олексій Михайлович
Олексі́й Миха́йлович У́сиков (У́сіков) (1897 , Троїцьке, Троїцька волость, Павлоградський повіт, Катеринославська губернія, Російська імперія  — вересень 1962 , Київ ) — український радянський діяч, голова Держплану УРСР, народний комісар промисловості будівельних матеріалів УРСР. Кандидат у члени ЦК КП(б)У (травень 1940 — січень 1949). Депутат Верховної Ради УРСР 1-го скликання (1938–1947).

## Біографія
Народився 1897 року в родині селянина-бідняка в селі Троїцьке, тепер Петропавлівський район, Дніпропетровська область, Україна. У 1911 році закінчив початкову сільську школу. З 1911 по 1913 рік наймитував у селі Троїцькому.
У 1913–1916 роках — робітник рудника «Вітка» міста Юзівки на Донбасі.
З травня 1916 по грудень 1917 року служив у російській армії. Після демобілізації повернувся в рідне село.
У жовтні 1918 року вступив у 1-й партизанський полк міста Павлограда Катеринославської губернії. Потім воював у партизанському загоні імені Леніна, який діяв у тилу російських білогвардійських військ генерала Денікіна в напрямку Біла Церква — Катеринослав. У бою під Кременчуком був поранений.
Член РКП(б) з 1919 року.
У квітні — липні 1920 року — член комісії по боротьбі з бандитизмом і дезертирством в місті Павлограді. З липня по вересень 1920 року служив у 8-му повітряному загоні 51-ї дивізії Червоної армії, яка воювала проти російських білогвардійських військ барона Врангеля під Каховкою. У жовтні 1920 — березні 1921 року — заступник голови комісії по боротьбі з бандитизмом і дезертирством в Павлограді Катеринославської губернії.
У 1921–1924 роках — помічник командира полку РСЧА із політичної частини; помічник окружного військового комісара із всевобучу.
У 1924–1928 роках — на профспілковій роботі: голова робітничого комітету в Асканії-Новій на Херсонщині; голова Велико-Токмацької районної ради профспілок; секретар Мелітопольського окружного відділу спілки робітників земельного та лісового господарства (Робземлісу).
У 1928–1929 роках — секретар партійного комітету заводу «Червоний прогрес» у місті Великий Токмак на Запоріжчині.
У 1929–1932 роках — помічник директора заводу  в місті Мелітополі; директор заводу «Радіатор» в місті Ржищеві Київської області.
У 1932–1936 роках — студент Української промислової академії в Харкові, здобув спеціальність інженера-технолога машинобудування.
У 1936–1937 роках — голова Харківської обласної ради товариства винахідників.
У жовтні 1937 — травні 1938 року — голова Центральної ради товариства винахідників у місті Києві. З травня 1938 року — на відповідальній роботі в Державній плановій комісії (Держплані) при РНК Української РСР.
У травні 1938 — 28 травня 1940 року — голова Державної планової комісії (Держплану) при Раді Народних Комісарів Української РСР.
28 травня 1940 — 25 березня 1946 року — народний комісар промисловості будівельних матеріалів Української РСР.
Потім перебував на відповідальній роботі в галузі промисловості будівельних матеріалів.
З 1949 року — на науковій роботі. До вересня 1962 року — керівник лабораторії теплоізоляційних матеріалів Науково-дослідного інституту будівельних матеріалів та виробів Академії будівництва і архітектури Української РСР у Києві.
Помер у вересні 1962 року в місті Києві.